# Bieniasz
Bieniasz − polskie nazwisko. Na początku lat 90. XX wieku w Polsce nosiło je 1300 osób. Obecnie w Polsce nosi je 1661 osób. Późniejsza wersją nazwiska, wzmiankowaną po raz pierwszy w 1744 roku jest forma Bienias.

## Nazwisko Bieniasz w powiatach i miastach
Osoby o nazwisku Bieniasz zamieszkują 137 powiatów i miast. Najwięcej zameldowanych jest w Łańcucie, a dokładnie 254.
Dalsze powiaty/miasta ze szczególnie dużą liczbą osób o tym nazwisku: Dębica (200), miasto Rzeszów (92), Przeworsk (86), Jarosław (47), Warszawa (47), powiat Rzeszów (40), Kraków (39) i Ostróda z liczbą 25 osób.
Osoby noszące nazwisko Bieniasz:
- Andrzej Bieniasz – aktor
- Andrzej Bieniasz – muzyk
- Franciszek Bieniasz – geolog i nauczyciel gimnazjalny
- Józef Bieniasz – pisarz
- Maciej Bieniasz – grafik
- Małgorzata Bieniasz – prawniczka, dziennikarka
- Stanisław Bieniasz – dramaturg
- Tadeusz Bieniasz – pułkownik